# Climat de Vancouver
Le climat de Vancouver est océanique pour ses fortes précipitations, même si la classification de Köppen le classe plutôt comme un climat supra-méditerranéen. Il est comparable à celui de la Bretagne, en France.
C'est un micro-climat, tempéré, avec des températures douces tout le long de l'année, même en hiver, et qui sont rarement négatives. La température annuelle moyenne est de 10,9 °C au centre-ville. Les précipitations sont abondantes, les chutes de neige demeurent rares.

## Description
Vancouver subit le climat maritime de l'ouest où les précipitations sont très abondantes l'hiver (en novembre elles vont jusqu'à 379,0 mm dans les secteurs montagneux). La douceur de ce climat et l'humidité importante, avec une amplitude thermique faible (14,3 °C entre le mois le plus chaud et le mois le plus froid) permettent le développement d'une faune et d'une flore variées.

### Classification du climat de Vancouver
D'après la classification de Köppen : la température du mois le plus froid est comprise entre 0 °C et 18 °C (janvier avec une moyenne de 4,1 °C) et la température du mois le plus chaud est supérieure à 10 °C (juillet et août avec une moyenne de 18 °C), il s'agit donc d'un climat tempéré. L'été est une saison sèche, les précipitations du mois estival le plus sec sont inférieures à 40 mm et à 1/3 du mois hivernal le plus humide (juillet avec 35,6 mm, inférieur à 1/3 de novembre : 188,9 mm/3 soit 62,97 mm, il s'agit donc d'un climat méditerranéen. L'été est tempéré car la température moyenne du mois le plus chaud est inférieure à 22 °C (juillet et août avec 18 °C) et la température moyenne des 4 mois les plus chauds est supérieure à 10 °C (juin à septembre avec respectivement 15,7 °C, 18 °C, 18 °C et 14,9 °C). 
Le climat de Vancouver est classé comme Csb selon la classification de Köppen, soit un climat méditerranéen avec été tempéré. D'après l'indice de Gaussen (1 mois sec avec P < 2 T), le climat est aussi marginalement supra-méditerranéen et presque océanique. Cependant, on notera que les relevés ont été effectués à l'aéroport et que certains quartiers de la ville reçoivent de l'ordre de 100 mm de précipitations en juillet ce qui est caractéristique d'un climat océanique prononcé.

### Facteurs influençant le climat
Ces facteurs sont au nombre de trois: la proximité maritime, l'altitude et la latitude. La latitude est assez élevée (49° 11′ N) donc le climat ne peut pas être très chaud. L'altitude est basse (3 m) donc le froid est modéré. Vancouver donne sur la mer et subit les courants marins qui adoucissent le climat.

### Ensoleillement
L'ensoleillement moyen annuel est de 1 891,75 h. Le mois le plus ensoleillé est juillet avec 279,0 h et les mois les moins ensoleillés sont décembre et janvier avec 62,0 h d'ensoleillement chacun.

#### Heures de lumière du jour
| Mois                              | Janv  | Fév   | Mars  | Avr   | Mai   | Juin  | Juil  | Août  | Sept  | Oct   | Nov   | Déc   |
| --------------------------------- | ----- | ----- | ----- | ----- | ----- | ----- | ----- | ----- | ----- | ----- | ----- | ----- |
| Heure moyenne de l'aube (UTC)     | 17:01 | 16:19 | 15:24 | 15:19 | 14:27 | 14:06 | 14:24 | 15:05 | 15:49 | 16:34 | 16:24 | 17:01 |
| Heure moyenne du crépuscule (UTC) | 01:42 | 02:33 | 03:18 | 05:05 | 05:49 | 06:20 | 06:13 | 05:28 | 04:24 | 03:21 | 01:30 | 01:14 |

### Précipitations

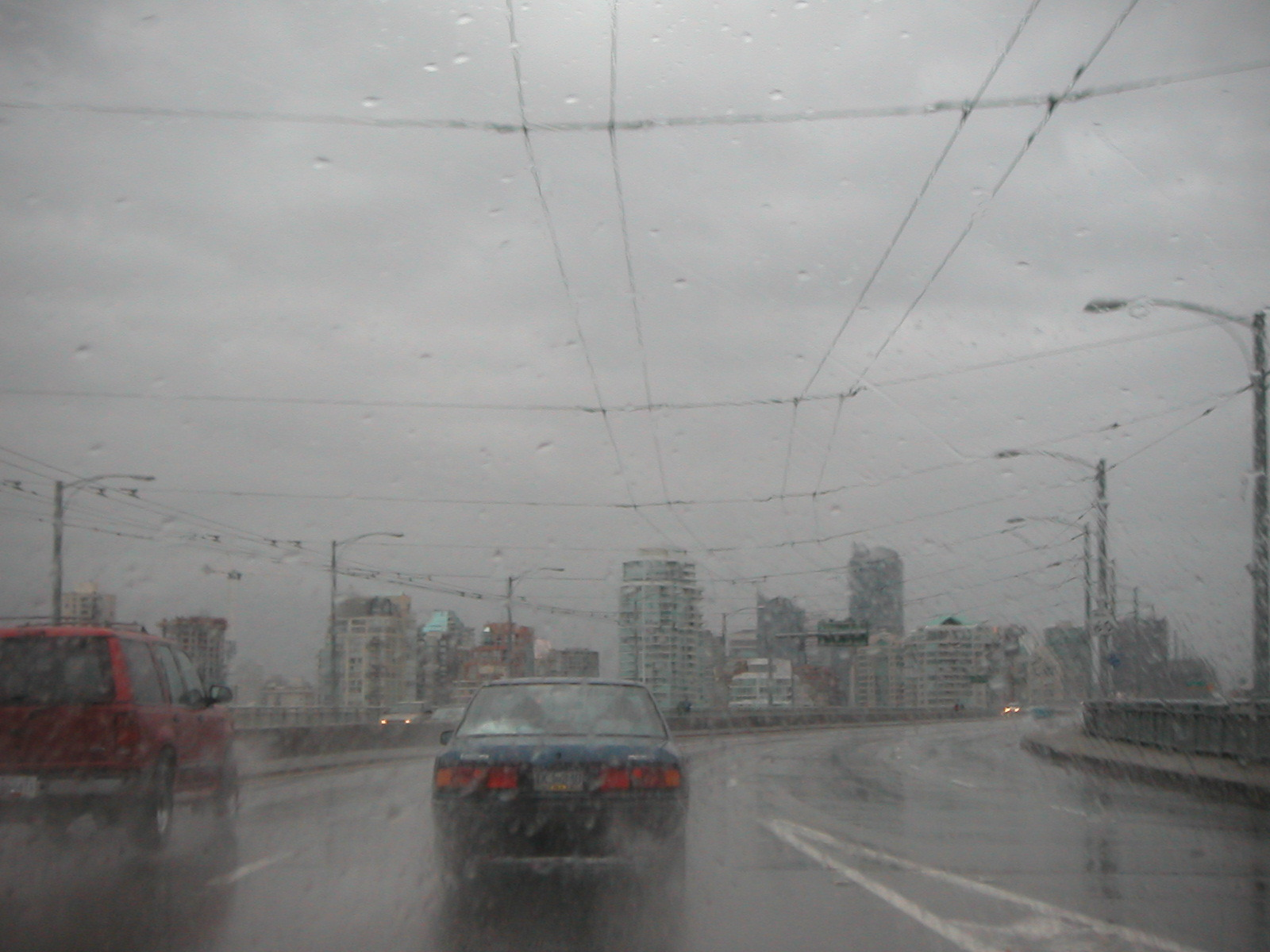
Vancouver sous la pluie

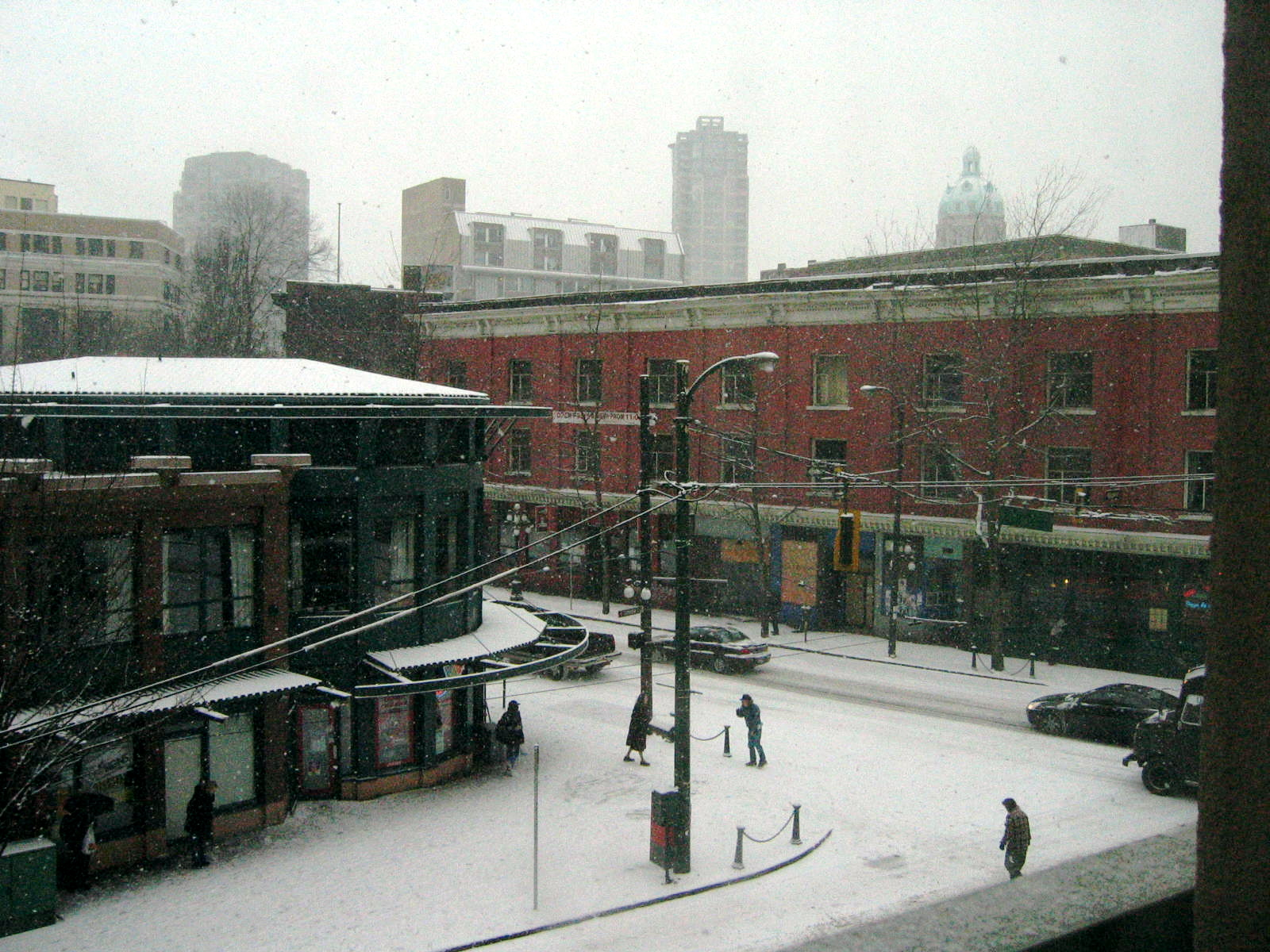
Journée neigeuse dans le quartier de Gastown à Vancouver

Juillet est le mois le plus sec variant de 35,5 mm de pluie à l'aéroport de Vancouver et jusqu'à 107,0 mm à Grouse Mountain en banlieue nord. Novembre est le mois le plus arrosé allant de 188,9 à l'aéroport à 379,0 mm à Gouse Mountain.
Le total annuel de pluie et d'équivalent-eau de neige varie de 1 189 à 2 682,0 mm réparti sur 146 à 165 jours de pluie et 9 jours de neige dans l'année, selon l'endroit dans la zone métropolitaine, ce qui est élevé,,.

### Humidité
Le mois le plus humide est janvier avec 89 % d'humidité la nuit et le mois le moins humide est juillet avec 61 % d'humidité l'après-midi.

## Records
Selon l'endroit où on se trouve dans la région métropolitaine de Vancouver, qui est un bassin montagneux, les records varient avec l'altitude.

### Record de chaleur
Pour Vancouver, il est de 34,4 °C et a été enregistré le 30 juillet 2009.
En juillet 2021, des nouveaux records Canadiens ont été établis dans des villes aux alentours de Vancouver: le village de Lytton, à quelque 260 km au nord-est de Vancouver, a enregistré 49,5 °C, tandis que la station de ski de Whistler, au nord, a les 42 °C.

### Record de froid
Il est de −17,8 °C et a été enregistré le 29 décembre 1968 et le 14 janvier 1950.

### Record de précipitations
Pluie
Le record à l'aéroport de Vancouver s'est produit le 18 septembre 2004 avec 91,6 mm. Une autre station rapporte que le vendredi 28 février 1994, 134 mm de pluie sont tombés à Grouse Mountain.
Neige
La hauteur extrême de neige à l'aéroport de Vancouver a été de 41,0 cm le 29 décembre 1996. Cependant, le 24 février 1982, 57 cm de neige sont tombés à Grouse Mountain.

### Record de vent
Le vent maximal moyen à l'aéroport de Vancouver est de 89 km/h le 1er novembre 1961. Par contre, la rafale maximale est de 129 km/h 25 novembre 1957.

## Relevé météorologique
| Mois                                                | jan.          | fév.          | mars         | avril        | mai          | juin         | jui.         | août         | sep.         | oct.         | nov.          | déc.         | année              |
| --------------------------------------------------- | ------------- | ------------- | ------------ | ------------ | ------------ | ------------ | ------------ | ------------ | ------------ | ------------ | ------------- | ------------ | ------------------ |
| Température minimale moyenne (°C)                   | 1,4           | 1,6           | 3,4          | 5,6          | 8,8          | 11,7         | 13,7         | 13,8         | 10,8         | 7            | 3,5           | 0,8          | 6,8                |
| Température moyenne (°C)                            | 4,1           | 4,9           | 6,9          | 9,4          | 12,8         | 15,7         | 18           | 18           | 14,9         | 10,3         | 6,3           | 6            | 10,4               |
| Température maximale moyenne (°C)                   | 6,9           | 8,2           | 10,3         | 13,2         | 16,7         | 19,6         | 22,2         | 22,2         | 18,9         | 13,5         | 9,2           | 6,3          | 13,9               |
| Record de froid (°C) date du record                 | −17,8 1950/14 | −16,1 1950/01 | −9,4 1951/10 | −3,3 1951/19 | 0,6 1954/01  | 3,9 1976/01  | 6,7 1949/02  | 6,1 1937/28  | 0 1950/29    | −5,9 1984/31 | −14,3 1985/27 | −17,8 1968/2 | −17,8 1950 et 1968 |
| Record de chaleur (°C) date du record               | 15,3 1981/20  | 18,4 1986/27  | 19,4 1960/25 | 25 1987/27   | 30,4 1983/29 | 30,6 1970/02 | 34,4 2009/30 | 33,3 1960/09 | 29,3 1988/03 | 23,7 1991/11 | 18,4 1980/04  | 14,9 1980/26 | 34,4 2009          |
| Ensoleillement (h)                                  | 60,1          | 91            | 134,8        | 185          | 222,5        | 226,9        | 289,8        | 277,1        | 212,8        | 120,7        | 60,4          | 56,5         | 1 937,5            |
| Record de vent sur 10 minutes (km/h) date du record | 78 2007/09    | 89 1960/20    | 77 1975/30   | 78 2010/08   | 61 1982/25   | 52 1979/06   | 54 2004/07   | 50 2002/14   | 65 2005/09   | 82 2003/28   | 89 1961/01    | 82 2001/14   | 89 1961            |
| Record de vent (km/h) date du record                | 113 2007/06   | 119 1961/21   | 108 1975/30  | 100 1961/03  | 90 1955/07   | 70 1992/02   | 71 1960/07   | 85 1980/17   | 91 1999/25   | 126 1962/13  | 129 1957/25   | 100 1957/23  | 129 1957           |
| Précipitations (mm)                                 | 168,4         | 104,6         | 113,9        | 88,5         | 65           | 53,8         | 35,6         | 36,7         | 50,9         | 120,8        | 188,9         | 161,9        | 1 189              |
| dont pluie (mm)                                     | 157,5         | 98,9          | 111,8        | 88,1         | 65           | 53,8         | 35,6         | 36,7         | 50,9         | 120,7        | 185,8         | 148,3        | 1 152,8            |
| dont neige (cm)                                     | 11,1          | 6,3           | 2,3          | 0,3          | 0            | 0            | 0            | 0            | 0            | 0,1          | 3,2           | 14,8         | 38,1               |
| Record de pluie en 24 h (mm) date du record         | 68,3 1968/18  | 64,2 1982/13  | 49,3 1974/09 | 44,5 1946/10 | 35,2 1998/27 | 47,6 1992/29 | 45,2 1972/12 | 55,8 2010/31 | 91,6 2004/18 | 85 2003/16   | 65 1989/03    | 89,4 1972/25 | 91,6 2004          |
| Record de neige en 24 h (cm) date du record         | 29,7 1971/13  | 28,6 1990/15  | 25,9 1962/02 | 3,8 1981/12  | 0 1937/01    | 0 1937/01    | 0 1937/01    | 0 1937/01    | 0 1937/01    | 2 1991/28    | 22,1 1975/30  | 41 1996/29   | 41 1996            |
| Nombre de jours avec précipitations                 | 18,4          | 14,7          | 17,5         | 14,8         | 13,2         | 11,5         | 6,3          | 6,7          | 8,3          | 15,4         | 19,9          | 18,9         | 165                |
| dont nombre de jours avec précipitations ≥ 5 mm     | 9,8           | 6,5           | 7,5          | 6,4          | 4,5          | 3,4          | 2,4          | 2,4          | 3,4          | 7,5          | 11,2          | 9,5          | 74,6               |
| Humidité relative (%)                               | 81,2          | 74,5          | 70,1         | 65,4         | 63,5         | 62,2         | 61,4         | 61,8         | 67,2         | 75,6         | 79,5          | 80,9         | 70,3               |
| Nombre de jours avec neige                          | 2,6           | 1,4           | 0,9          | 0,17         | 0            | 0            | 0            | 0            | 0            | 0,03         | 0,8           | 2,8          | 8,7                |
| Nombre de jours avec grêle                          | 0             | 0             | 0            | 0            | 0            | 0            | 0            | 0            | 0            | 0            | 0             | 0            | 0                  |
| Nombre de jours d'orage                             | 0             | 0             | 0            | 2            | 5            | 4            | 5            | 4            | 4            | 1            | 0             | 0            | 25                 |
| Nombre de jours avec brouillard                     | 2             | 0             | 1            | 1            | 2            | 0            | 0            | 0            | 1            | 1            | 2             | 1            | 11                 |

| Diagramme climatique                                  |             |              |             |           |              |              |              |              |            |             |             |
| J                                                     | F           | M            | A           | M         | J            | J            | A            | S            | O          | N           | D           |
| 6,91,4168,4                                           | 8,21,6104,6 | 10,33,4113,9 | 13,25,688,5 | 16,78,865 | 19,611,753,8 | 22,213,735,6 | 22,213,836,7 | 18,910,850,9 | 13,57120,8 | 9,23,5188,9 | 6,30,8161,9 |
| Moyennes : • Temp. maxi et mini °C • Précipitation mm |             |              |             |           |              |              |              |              |            |             |             |